# Anko

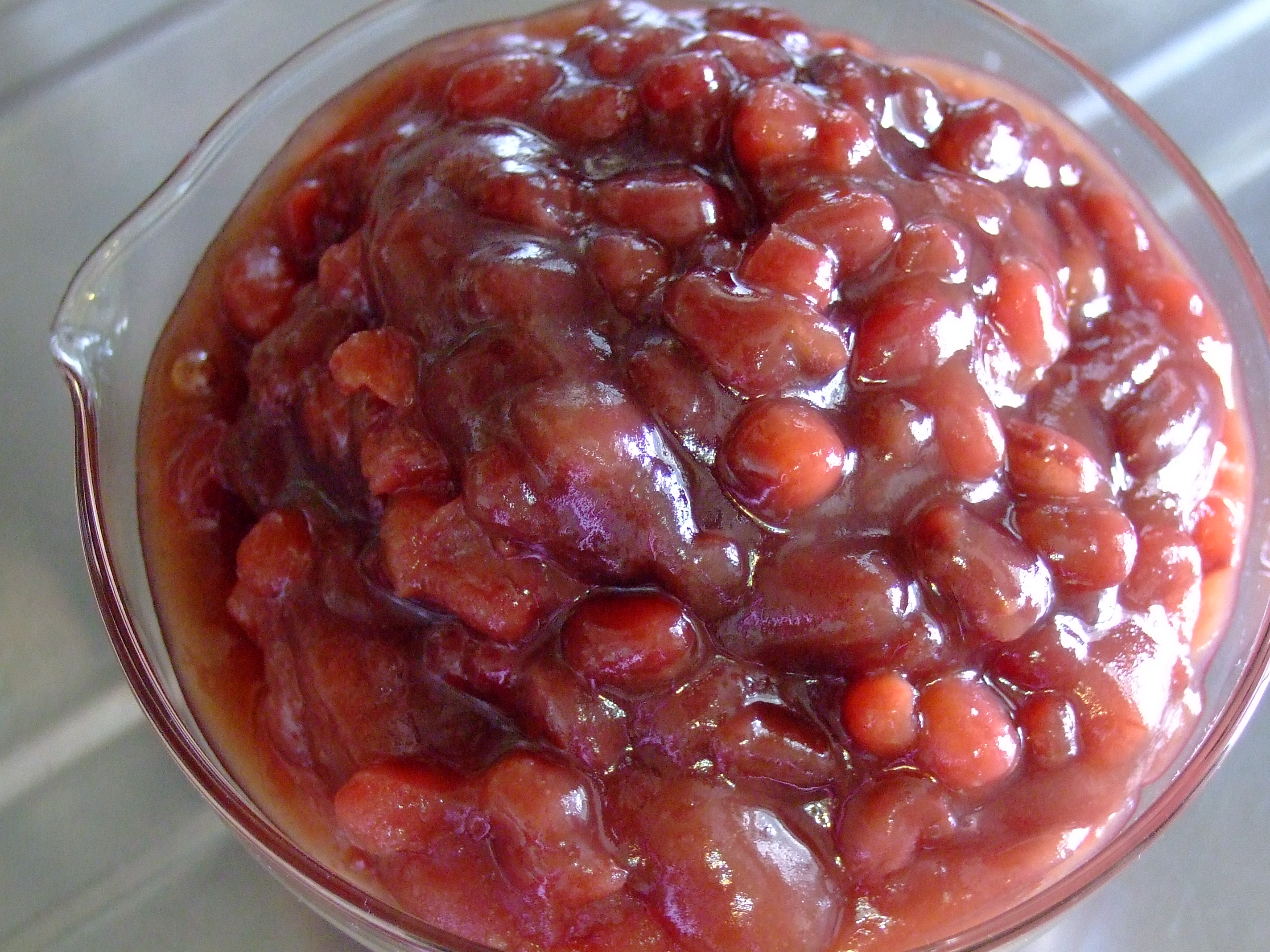
Aspectul pastei anko cu o consistență granulară

Anko (în chineză tradițională: 豆沙/紅豆沙; în chineză simplificată: 豆沙/红豆沙; în japoneză: 餡こ sau 小豆餡; în coreeană 팥소; mai poartă denumirea de pastă de azuki) este o pastă realizată din fasole roșie (fasole azuki, Vigna angularis) care este utilizată în gastronomia Asiei de Est. Pasta se prepară prin fierberea boabelor, urmând o etapă de zdrobire a acestora. În această etapă, pasta poate fi îndulcită. Culoarea sa este de obicei roșie închisă și provine de la învelișul boabelor. În bucătăria coreeană, boabele de fasole azuki sunt uneori decorticate anterior, astfel că prin prelucrare se obține o pastă de culoare albă.

## Denumiri
În limba japoneză sunt utilizați mai mulți termeni care fac referire la pasta de fasole roșie, printre care se numără: an (餡), anko (餡こ sau 餡子) și ogura (小倉). Termenul shiroan (白あん sau 白餡) se referă la pasta dulce care a fost preparată din boabe de culoare albă, iar kurian (栗餡) se referă la pasta care a fost preparată din castane (mai exact, din fructele de castan japonez, Castanea crenata).
Similar, în limba chineză se folosesc doi termeni, mai exact dòushā (豆沙), care se referă la o pastă de fasole îndulcită, și hóngdòushā (紅豆沙), care face referire strict la pasta de fasole roșie.
În limba coreeană, termenul pat (팥, fasole azuki sau Vigna angularis) se află în contrast cu kong (콩, fasole), pentru a face diferența dintre fasolea azuki și cea simplă. Termenul so (소) desemnează „umplutură”, astfel că patso (팥소) s-ar traduce ca „umplutură de fasole azuki”, făcând referire la pasta simplă, neîndulcită. Pe de altă parte, dan (단, „dulce”) se poate atașa termenului patso, obținându-se danpat-so (단팥소), făcând referire la pasta de culoare roșie, îndulcită, care mai poate fi denumită pur și simplu danpat (단팥, „fasole azuki dulce”). Geopi (거피, „decojit, decorticat”) împreună cu pat formează termenul geopipat (거피팥), care face referire la boabele de fasole azuki decorticate, iar pasta de culoare albă preparată din geopipat se numește geopipat-so (거피팥소).

## Utilizări

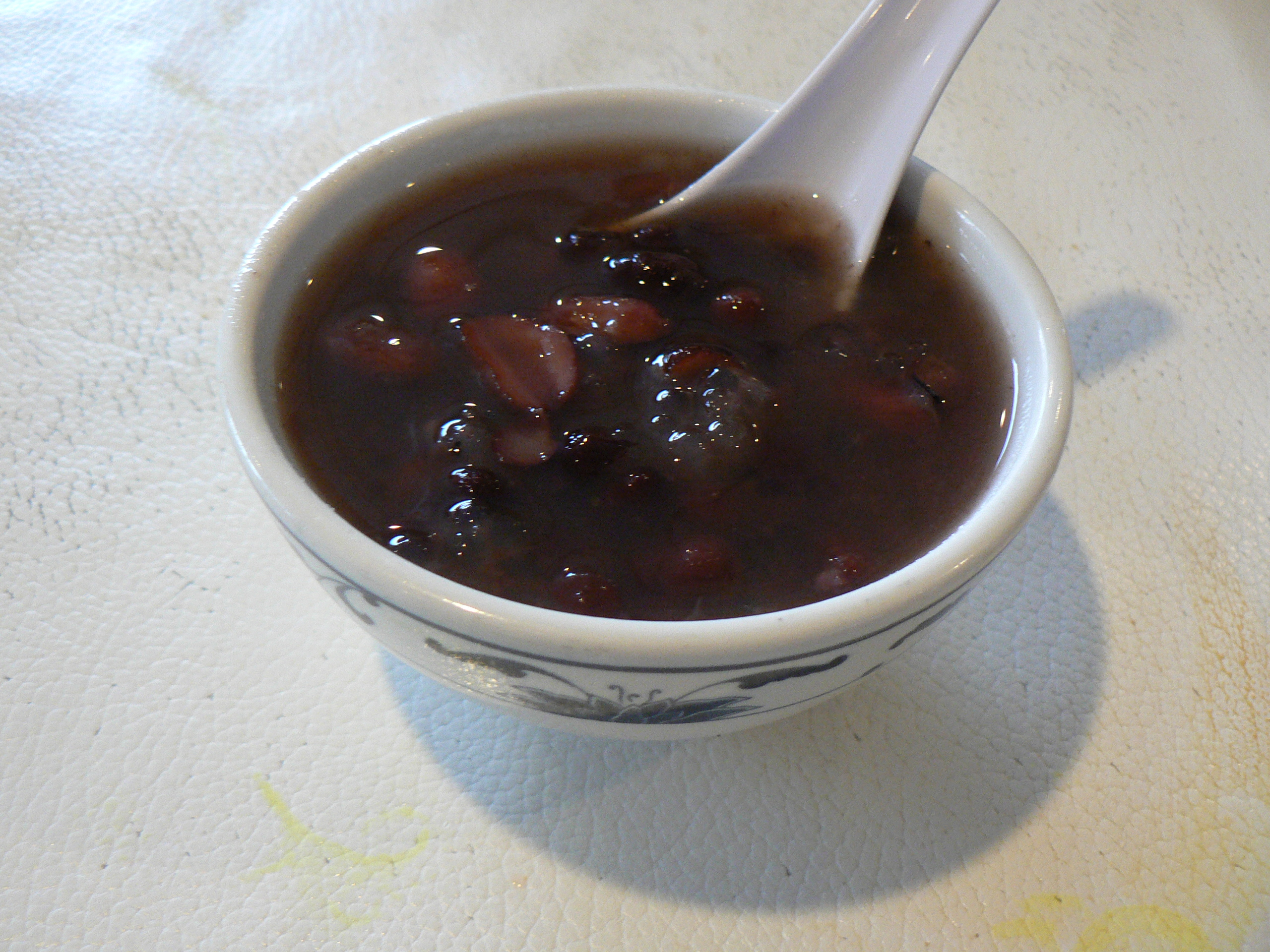
Supa de fasole roșie hóngdòutāng

Pasta dulce de fasole roșie este utilizată foarte frecvent în multe deserturi japoneze, dar se regăsește și în alte deserturi și prăjituri asiatice.

### În China
În bucătăria chinezească, pasta de fasole roșie este unul dintre cele mai importante ingrediente regăsite în deserturi. Aceasta se poate prepara după fierberea boabelor în două feluri: cu sau fără adaos de zahăr. Printre preparatele care pot conține pasta de fasole roșie în China se numără: supa de fasole roșie (hóngdòutāng, 紅豆湯), tangyuan (湯圓), prăjitura Lunii (yùe bĭng, 月餅), bāozi (豆沙包) și zongzi (zòng zi, 粽子).

### În Japonia
În bucătăria japoneză, pot fi utilizate mai multe tipuri de anko, în funcție de modul de preparare și de eventualele ingrediente suplimentare, printre care se numără:
- Tsubuan (粒餡), pasta obținută din boabe întregi, fierte și îndulcite cu zahăr;
- Tsubushian (潰し餡), pasta obținută din boabe fierte și apoi zdrobite;
- Koshian (漉し餡), pasta obținută din boabe fierte și apoi zdrobite, însă boabele au fost anterior decorticate;
- Shiroan (白餡), pasta obținută din boabe de culoare albă;
- Ogura-an (小倉餡), un amestec de koshian și tsubuan obținut prin fierberea boabelor de azuki în îndulcitori (precum miere) și amestecarea lor cu koshian.

Aceste tipuri de anko se regăsesc într-o mare varietate de deserturi și de prăjituri japoneze, câteva exemple comune fiind: anmitsu, anpan, daifuku, dango, imagawayaki, manjū, mochi, oshiruko, taiyaki, wagashi și yōkan.

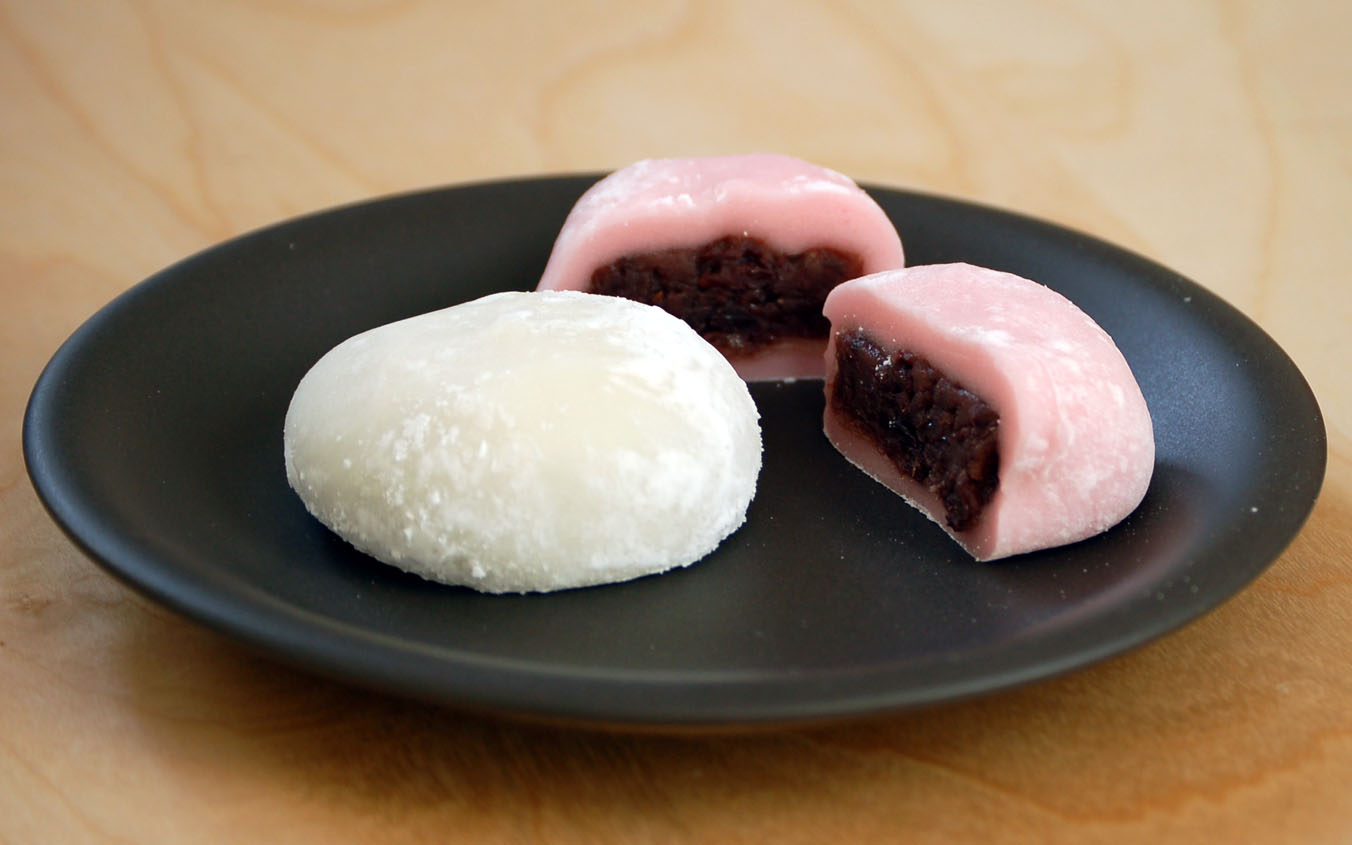
Daifuku, mochi cu anko
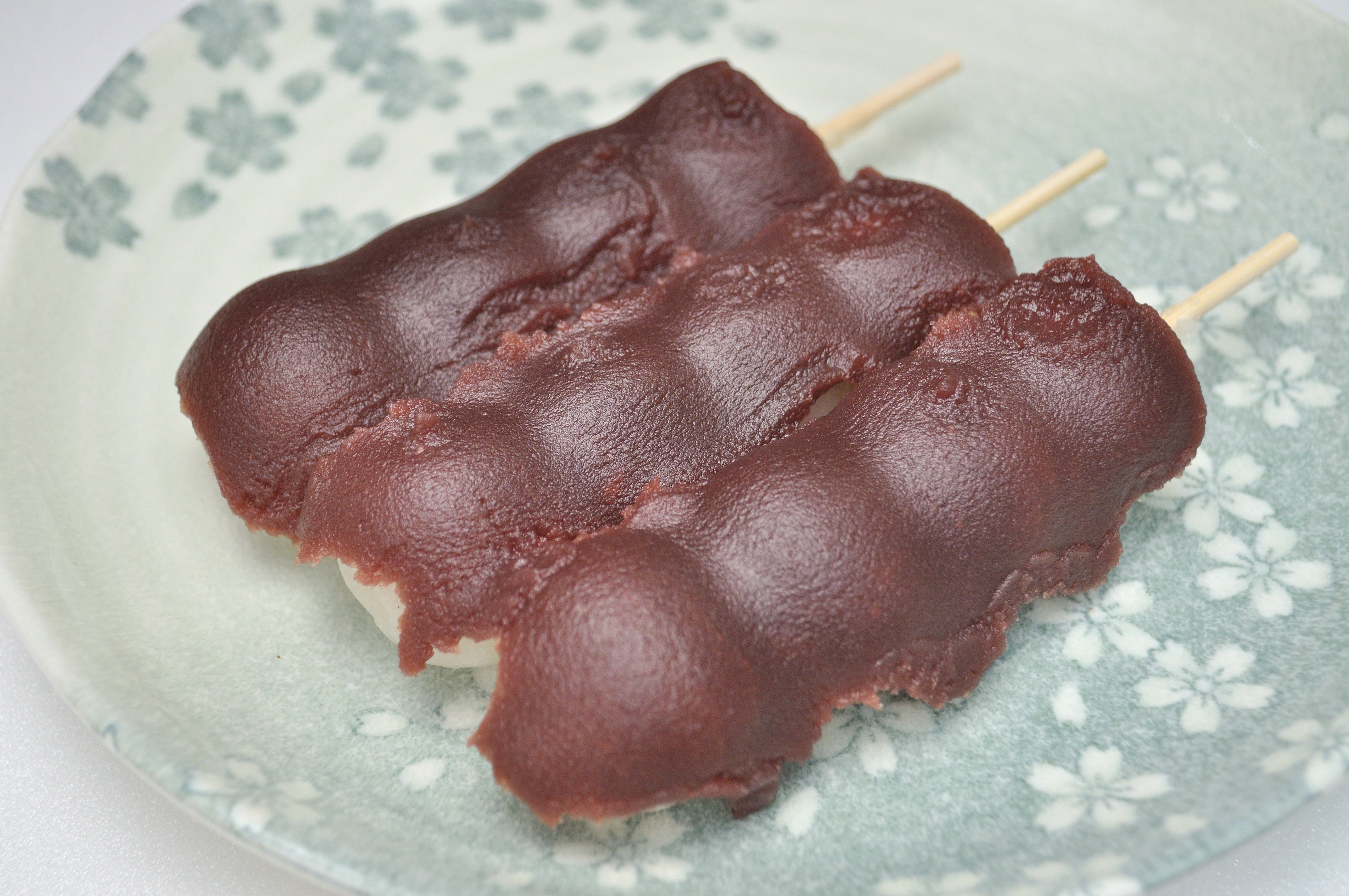
Dango cu anko
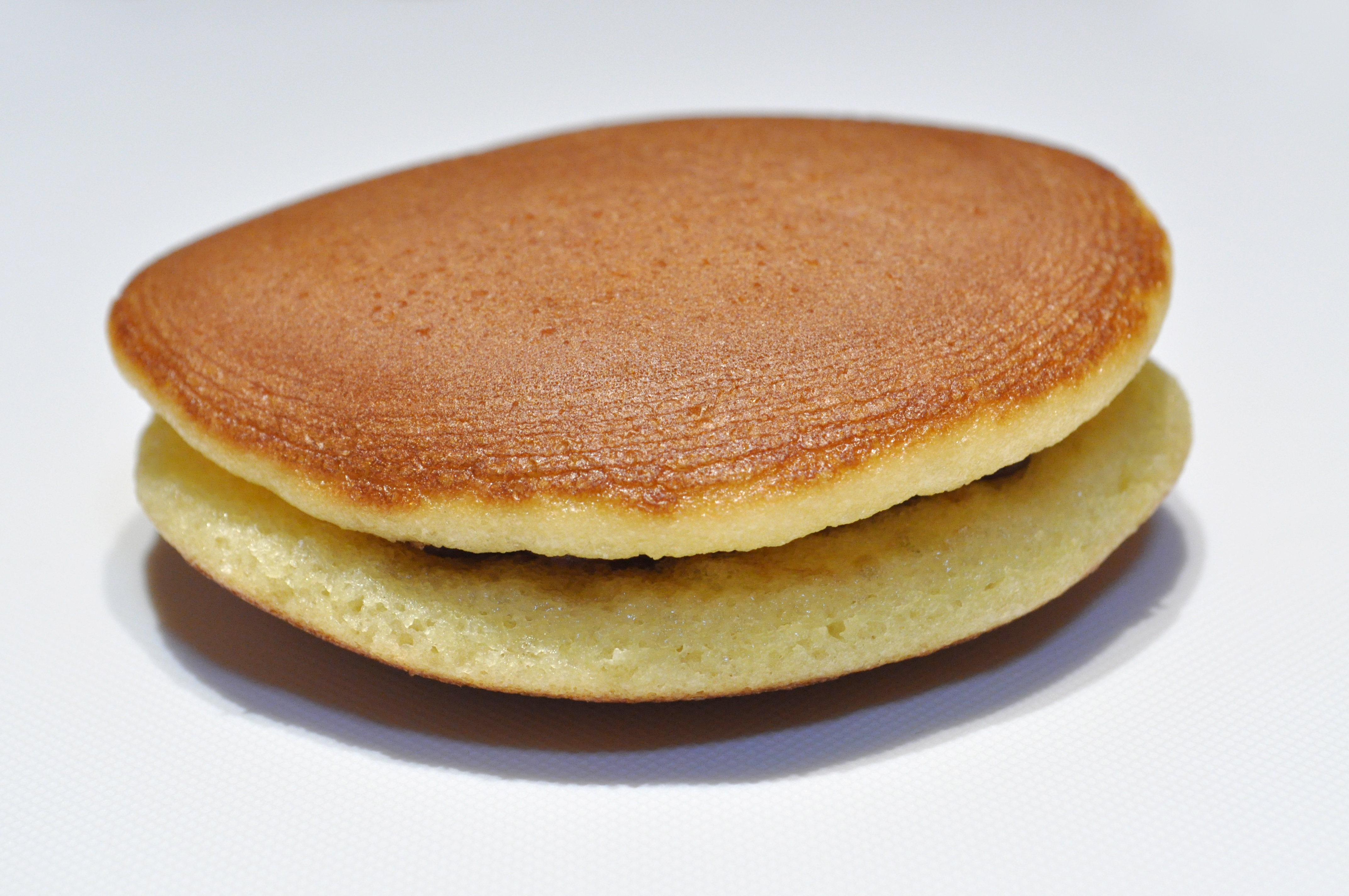
Dorayaki cu anko
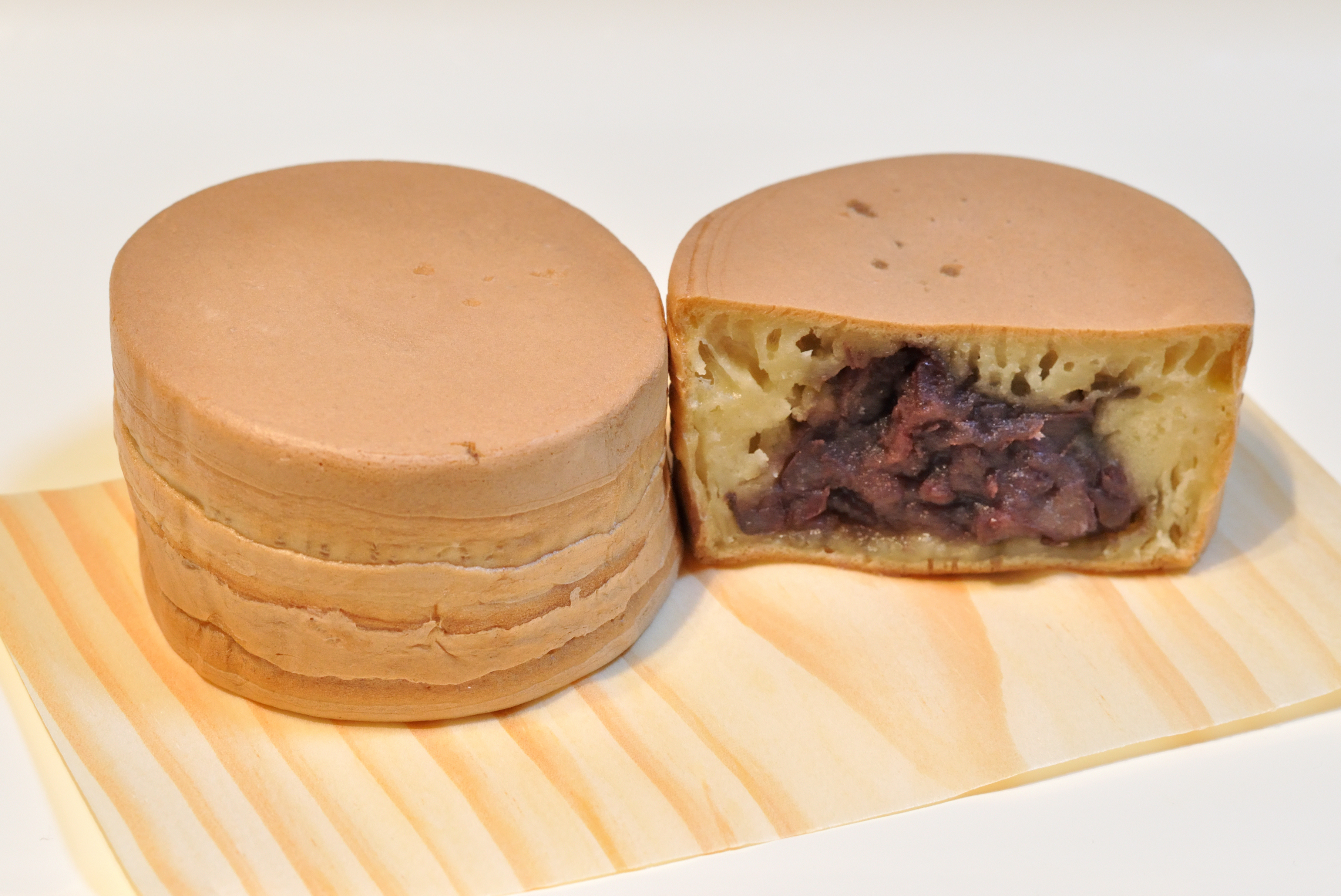
Imagawayaki cu anko
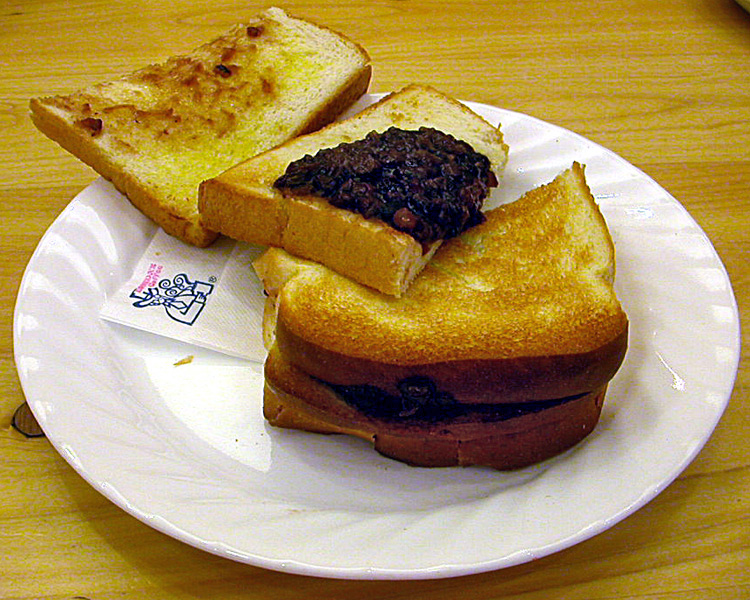
Ogura-an
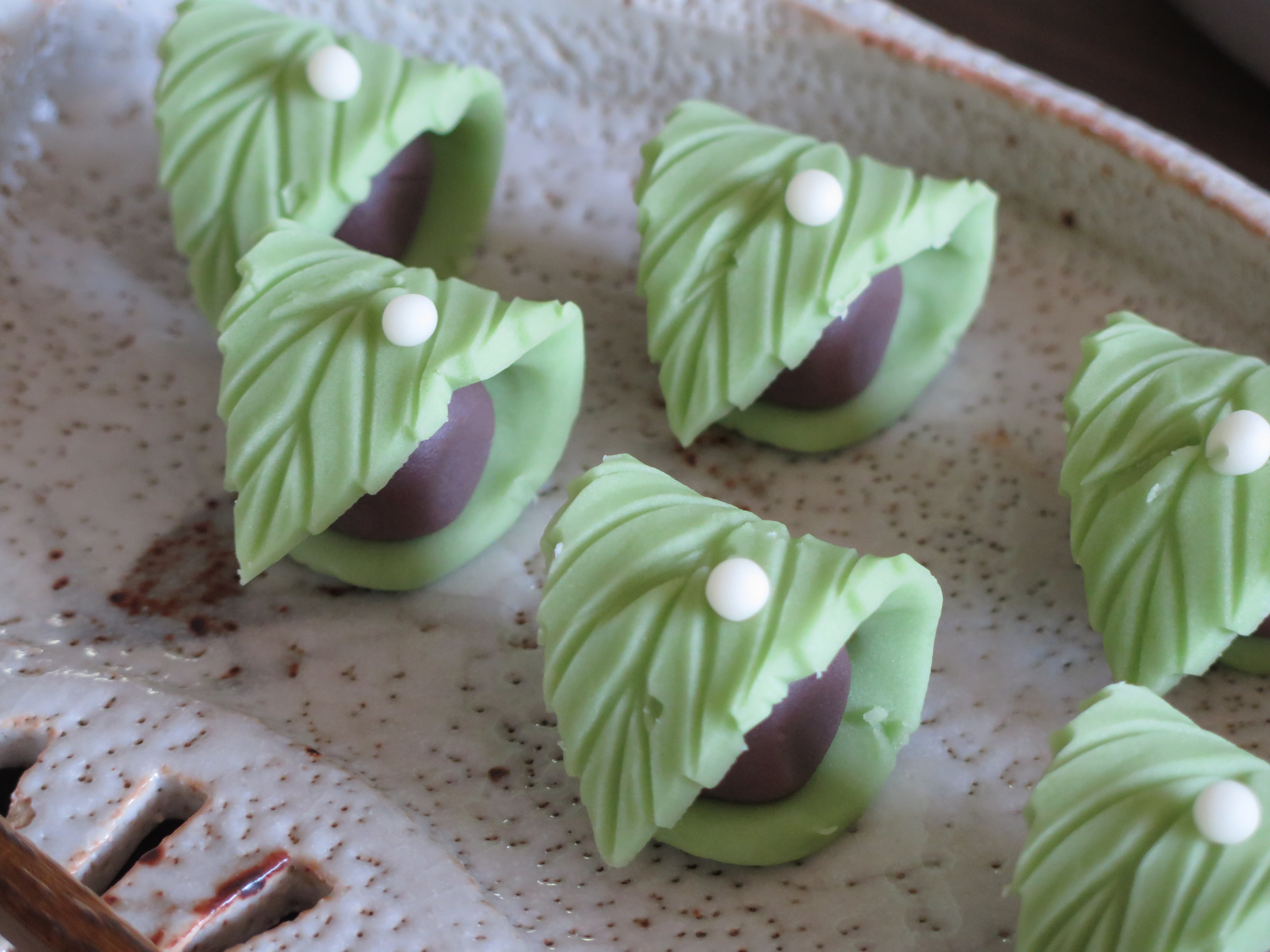
Wagashi cu anko